# سولاریس (سیستم‌عامل)
سولاریس (به انگلیسی: Solaris) نام گونه‌ای از سیستم‌عامل یونیکس است که در آغاز توسط سان مایکروسیستمز تولید می‌شد. این سامانه در سال ۱۹۹۳ جایگزین سامانه قدیمی‌تر شرکت سان که سان‌اواس نام داشت شد. پس از اینکه ابرشرکت اوراکل در ژانویه ۲۰۱۰ شرکت سان را خریداری کرد این سیستم‌عامل در اختیار شرکت اوراکل قرار گرفت و هم‌اکنون با نام اوراکل سولاریس هم شناخته می‌شود. سولاریس به خاطر مقیاس‌پذیری‌اش مخصوصاً بر روی سامانه‌های مبتنی بر اسپارک شناخته می‌شود. همچنین دلیل دیگر شهرت این سامانه، معرفی فناوری‌هایی مانند زی‌اف‌اس، دی‌تریس است. این سامانه به‌طور گسترده در رایانه‌های سرور و برای مدیریت شبکه‌های رایانه‌ای مورد استفاده قرار می‌گیرد. سولاریس از ایستگاه‌های کاری مبتنی بر اسپارک و همین‌طور سرورهای شرکت اوراکل و چند شرکت دیگر پشتیبانی می‌کند. تلاش‌هایی هم برای پورت کردن این سامانه به دیگر معماری‌ها در حال انجام است. سولاریس در آغاز به صورت یک نرم‌افزار انحصاری توسعه می‌یافت. در ژوئیه ۲۰۰۵ شرکت سان، بیشتر کدهای این سامانه را تحت پروانه توسعه و توزیع مشترک عرضه کرد و پروژه اوپن‌سولاریس را بنیان نهاد. سان قصد داشت با این پروژه، یک جامعه کاربری و جامعه توسعه‌دهندگان برای این سامانه بسازد. پس از اینکه در ژوئیه ۲۰۱۰ شرکت سان خریداری شد، اوراکل تصمیم گرفت که پروژه اوپن‌سولاریس را تعطیل کند و مدل توسعه این سامانه و توزیع کردن اوپن‌سولاریس را متوقف کند.